# Hidroxiapatita
Existem vários tipos de fosfatos de cálcio sendo que a formação de uma fase ou outra é determinada pelas condições do meio (pH, temperatura) e presença de impurezas. Dentre todas as estruturas cristalinas possíveis destaca-se a Hidroxiapatita (português brasileiro) ou hidroxiapatite (português europeu), uma das variações das apatitas, que se apresenta como fosfato mais estável e mais insolúvel em condições ambientes. Pode ocorrer tanto com uma forma estequiométrica quanto não-estequiométrica. A primeira pode ser representada pela fórmula molecular Ca10(PO4)6(OH)2 e razão molar Ca/P igual a 1,67, enquanto que a segunda é representada genericamente por Ca10-x(PO4)6-x(OH)2-x n.H2O, sendo 0 < x < 1, dada a sua multiplicidade de composições atribuída a uma predisposição dessa estrutura permitir substituições iônicas. Esse mineral, muito pouco solúvel, se dissolve em ácido, porque tanto o PO43-  quanto o HO- reagem com H+:
Ca10(PO4)6(OH)2 + 20HCl --> 10CaCl2 + 6H3PO4 + 2H2O  
Destaca-se o uso de hidroxiapatita no desenvolvimento de materiais bioativos que simulem a composição do tecido ósseo devido a sua similaridade química e estrutural com a fase mineral dos ossos e dentes de vertebrados, sendo essa denominada Hidroxiapatita biológica. Além disso, materiais cerâmicos à base de hidroxiapatita tem sido investigada amplamente no desenvolvimento de substituintes ósseos devido, também, às suas propriedades osteocondutora, baixa toxicidade, biocompatibilidade e bioatividade. Considera-se que a hidroxiapatita sintética seja capaz de induzir o crescimento do tecido ósseo onde se localizar devida a sua estrutura porosa a qual é semelhante ao osso poroso. Outro fato importante é que a superfície dessa fase inorgânica sintética permite interações do tipo dipolo, desse modo, moléculas de água, proteínas e colágenos podem ser adsorvidas na sua superfície proporcionando, consequentemente, uma forte ligação com o tecido sob a qual é aplicada e induzindo a regeneração do tecido.
Apesar da semelhança, existem algumas diferenças entre a hidroxiapatita sintética e a biológica, as quais estão relacionadas a estequiometria, composição e cristalinidade e, consequentemente, estas influenciam as suas propriedades físico-química e biológica. Apatitas encontradas no meio biológico, como por exemplo nos tecidos ósseos, apresentam substituições iônicas em sua estrutura, consequentemente, em seu retículo, afetando a sua cristalinidade, solubilidade e biocompatibilidade. Geralmente, são carbonatadas, de baixa cristalinidade e deficientes em íons cálcio. Além disso, na apatita biológica também ocorre uma variedade de íons traço (K+, Na+, Mg2+, CO32-, F- e Sr2+) em sua rede cristalina. Nesse sentido, ressalta-se que Íons carbonato (CO32-) são os principais substituintes na estrutura da hidroxiapatita, podendo estar presente no lugar do grupo –OH (substituição do tipo A) ou do grupo fosfato PO43- (substituição do tipo B), dependendo do processo de síntese. 
As bactérias que causam a deterioração aderem-se aos dentes e produzem ácido lático através do metabolismo de açúcar.
O ácido lático diminui o pH na superfície dos dentes para menos de 5. Num pH inferior a 5,5, a hidroxiapatita começa a dissolver e ocorre a deterioração dos dentes. O íon fluoreto inibe a deterioração dos dentes, formando apatita fluoretada, Ca10(PO4)6F2, que é menos solúvel e mais resistente a ácidos do que a hidroxiapatita.